# Caprinia
Caprinia é um gênero de mariposa pertencente à família Crambidae.